# Robertsonidra porifera
Robertsonidra porifera is een mosdiertjessoort uit de familie van de Robertsonidridae. De wetenschappelijke naam van de soort is voor het eerst geldig gepubliceerd in 1909 door Maplestone.